# Вільгельм фон Фрімерсгайм
Вільгельм фон Фрімерсгайм (*Wilhelm von Friemersheim, д/н — 1385) — 27-й магістр Лівонського ордену в 1364—1385 роках.

## Життєпис
Походив з вестфальського шляхетського роду Фрімесгаймів, васалів імперського графства Мерс. Син Шведера фон Фрімерсгайма. Про дату народження, молоді роки, діяльність в Лівонії нічого невідомі.
1364 року обирається магістром Лівонського ордену. Продовжив активну зовнішню політику, намагаючись послабити Велике князівство Литовське й розширити вплив на Псковську республіку. Тому діяв в обох напрямках майже одночасно. Водночас почав перетворення замку Нейгазуен на важливу базу для наступу на Псков, який разом з тим охороняв торговельний шлях з Пскову до Дерпта (до 1379 року Нейгазуен став одним з потужнішим замків Лівонії).
У 1365 році Вільгельм фон Фрімерсгайм сплюндрував Упистську землю. Навесні 1366 року очолив похід на Полоцьк, проте не зміг його захопити.
1367 року за наказом магістра орденські війська двічі плюндрували прикордонні землі Литви. Того ж року на чолі війська рушив проти Пскову, який взяв в облогу. Проте не зміг захопити місто через допомогу останньому Новгородської республіки.
У 1368 році було здійснено ще два походи до Литви. Водночас особисто Вільгельм фон Фрімерсгайм рушив проти псковського міста Ізборськ, який завадили захопити новгородці.
У 1369 році князь Кейстут у відповідь сплюндрував околиці Ашерадена і Цізегаля, захопивши здобич і полонених. В цей час магістр з військо намагався захопити Псков, проте невдало.
На початку 1370 року магістр наказав ландмаршалу Андреас фон Штайнберг вдертися до Упитської волості, а комтуру Кулдиги захопити Мядінінкай. В результаті значні литовські області було сплюндровано. Цього ж року спільно псковсько-новгородське військо намагалося захопити лівонську фортецю Нейгаузен, але марно.
Намагаючись послабити Псковську республіку, 1371 року Вільгельм фон Фрімерсгайм уклав окремий мирний договір з Новгородською республікою. Того ж року Вільгельм фон Фрімерсгайм організував напад трьома колонами на Литви, сплюндрувавши долину середньої течії Уліте і Невежис. У відповідь у 1373 році Скиргайло, син великого князя литовського Ольгерда, сплюндрував околиці Динабургу. 1374 році атаку на це місто повторив брат Скиргайло — Андрій Полоцький.
На початку весни 1375 року Вільгельм фон Фрімерсгайм пограбував Нальшанскую землю (від Таурагнай і Лабанораса до Дубінгяй і Гедрайчяй), а ландмаршал Андреас фон Штайнберг зруйнував укріплення в Ужпаляй. У відповідь в тому ж році ливонські землі пограбував князь Кейстут. Литовці спустошили володіння ризького архієпископа. Були зруйновані і спалені передмістя Кройцбурга, Лаудона, Берзон і Ерлма. У листопаді того ж 1375 князь Андрій Полоцький здійснив рейд на замок Динабург, а 1376 року — Кейстут атакував околиці Мітави і Доблена й Андрій Полоцький — Розіттена.
В цей час вступив у конфлікт з ризьким архієпископом Йоганном IV фон Зінтеном за сюзеренітет над Ригою, яка на той час стала важливим портом і торговельно-ремісничим центром. Ця боротьба з перемінним успіхом тривала протягом усього урядування Вільгельма фон Фрімерсгайма, потім за наступних магістрів до кінця існування Лівонського ордену.
У лютому 1377 року магістр Лівонського ордену здійснив новий похід на північні литовські володіння. У березні того ж року Кейстут здійснив похід у відповідь, сплюндрувавши Курляндське єпископство. У червні того ж року за наказом Вільгельма фон Фрімерсгайма ландмаршал Робін фон Ельтц сплюндрував Упитщину. Цією боротьбою намагалися скористатися новгородці, які разом з псковичами атакували Нейгаузен, втім захопити фортецю не змогли.
У лютому 1378 року лівонський магістр діяючи спільно з Тевтонським орденом організував новий похід до Литвий. Цього разу було сплюндровано околиці замку Мядель.
У лютому 1380 року магістр уклав з великим князем Литовським Ягайло 5-місячне Ягайло Давидішковське перемир'я, яке торкалося власне володінь Ягайла й не враховувало Кейстута. В тому з році наказав звести кам'яну браму в Ревелі.
Під час війни Ягайло з Кейстутом у 1381—1384 роках Вільгельм фон Фрімерсгайм військами підтримував Ягайла. 1382 року магістр лівонського ордену сплюндрував Жемайтію, потім з'єднався з військами Ягайло біля Тракая. Невдовзі Кейстута було підступно схоплено й страчено.